# Departamento Cushamen
Das Departamento Cushamen liegt im Nordwesten der Provinz Chubut im Süden Argentiniens und ist eine von 15 Verwaltungseinheiten der Provinz. In der Tehuelche-Sprache bedeutet der Ortsname Einsamkeit.
Es grenzt im Norden an die Provinz Río Negro, im Osten an das Departamento Gastre, im Süden an die Departamentos Languiñeo und Futaleufú und im Westen an Chile. 
Die Hauptstadt des Departamento Cushamen ist das gleichnamige Cushamen. 

## Bevölkerung

### Übersicht
Das Ergebnis der Volkszählung 2022 ist noch nicht bekannt. Bei der Volkszählung 2010 war das Geschlechterverhältnis mit 10.562 männlichen und 10.357 weiblichen Einwohnern beinahe ausgeglichen.
Nach Altersgruppen verteilte sich die Einwohnerschaft auf 5.915 (28,3 %) Personen im Alter von 0 bis 14 Jahren, 13.328 (63,7 %) Personen im Alter von 20 bis 64 Jahren und 1.676 (8,0 %) Personen von 65 Jahren und mehr.

### Bevölkerungsentwicklung
Die Einwohnerzahl ist gering und die Bevölkerung wächst für argentinische Verhältnisse nur langsam. Die Schätzungen des INDEC gehen von einer Bevölkerungszahl von 25.126 Einwohnern per 1. Juli 2022 aus.
| Jahr | 1947  | 1960   | 1970   | 1980   | 1991   | 2001   | 2010   | 2022    |
| Einwohner                                                                                                | 9.877 | 11.100 | 11.736 | 11.938 | 13.885 | 17.134 | 20.919 | k. Ang. |
| Bevölkerungsentwicklung des Departements seit 1947; Quelle: Ergebnisse der Volkszählungen in Argentinien |       |        |        |        |        |        |        |         |

## Städte und Gemeinden
Das Departamento Cushamen ist in folgende Gemeinden aufgeteilt:
- Buenos Aires Chico
- Cholila
- Hoyo de Epuyen
- El Maitén
- Epuyén
- Gualjaina
- Lago Epuyen
- Lago Puelo
- Las Golondrinas
- Leleque
- Lago Rivadavia
- Fitamiche
- El Portezuelo
- El Molle
- Río Chico
- El Mallin